# ويليام إتش. دوغلاس
ويليام إتش. دوغلاس هو سياسي أمريكي، ولد في 5 ديسمبر 1853 في نيويورك في الولايات المتحدة، وتوفي في 27 يناير 1944. نشط حزبياً في الحزب الجمهوري. وقد انتخب عضو مجلس النواب الأمريكي ‏.